# Ichi The Killer
Ichi the Killer (originele titel: Koroshiya 1) is een Japanse actiefilm uit 2001 onder regie van Takashi Miike. Het verhaal hiervan is gebaseerd op dat uit de gelijknamige manga van Hideo Yamamoto. De film draagt een Category III (CAT III)-label op basis van een aantal extreem gewelddadige beelden.

## Plot
Misdaadbaas Anjo wordt vermoord, waarna zijn lichaam zorgvuldig wordt opgeruimd door een groep mensen geleid door Jijii. Zonder sporen van het lijk of het misdrijf, gaan Anjo's bende en rivalen ervan uit dat hij gevlucht is met een prostituee. Kakihara, Anjo's rechterhand, is ervan overtuigd dat Anjo nog leeft. Jijii verspreid het gerucht dat Suzuki, een lid van een rivaliserende bende, Anjo ontvoerd heeft.
Terwijl Kakihara op zoek gaat naar Suzuki en later de moordenaar van Anjo, blijkt dat Jijii bezig is meer bendes tegen elkaar op te zetten. Hierbij wordt hij geholpen door Ichi, een moordenaar wiens favoriete wapens zijn met messen uitgeruste laarzen zijn. Hij heeft een zwakke persoonlijkheid, waar Kakihara dankbaar gebruik van maakt en hem zo tot moorden aanzet. Ichi doodt onder andere een pooier en redt een jongen genaamd Takeshi van een groep pestkoppen.
Kakihara ontdekt de waarheid achter Anjo's dood. Hij zoekt hulp bij twee corrupte detectives genaamd Jirô en Saburô om meer te ontdekken over Ichi en Jijii's bende. Terwijl Kakihara via geweld en marteling aan informatie probeert te komen, manipuleert Jijii Ichi steeds verder om hem tot meer moorden aan te zetten.
Uiteindelijk treffen Ichi, Kakihara en Kaneko elkaar op een dak. Bij het conflict komt Kakihara om, maar raakt ook Ichi dodelijk gewond. Jaren later wordt Jijii zelf vermoord.

## Rolverdeling
| Acteur             | Personage |
| ------------------ | --------- |
| Tadanobu Asano     | Kakihara  |
| Alien Sun          | Karen     |
| Susumu Terajima    | Suzuki    |
| Shun Sugata        | Takayama  |
| Toru Tezuka        | Fujiwara  |
| Yoshiki Arizono    | Nakazawa  |
| Satoshi Niizuma    | Inoue     |
| Nao Ōmori          | Ichi      |
| Shinya Tsukamoto   | Jijii     |
| Kiyohiko Shibukawa | Ryu Long  |
| Suzuki Matsuo      | Jirô      |
| Jun Kunimura       | Funaki    |
| Sabu               | Kaneko    |